# The Human Voice
The Human Voice è un cortometraggio del 2020 scritto e diretto da Pedro Almodóvar, con protagonista Tilda Swinton, basato sul monologo teatrale La voce umana di Jean Cocteau. È stato il primo film in lingua inglese di Almodóvar.

## Trama
Una donna aspetta che l'ex compagno venga a ritirare le valigie in quella che era la loro casa, a farle compagnia un cane. Esce ed acquista un'ascia e una tanica di benzina per distruggere le valigie. Lo squillo del telefono la risveglia da un sonno profondo indotto dalle pillole e inizia una conversazione con il suo ex amore.

## Produzione
Il film è stato annunciato da Almodóvar nel febbraio 2020. Le riprese sarebbero dovute cominciare a Madrid nell'aprile 2020, prima di essere cancellate a causa dello scoppio della pandemia di COVID-19 in Spagna. Si son tenute infine dal 16 luglio al 27 luglio 2020.

## Distribuzione
Il film è stato presentato in anteprima il 3 settembre 2020 alla 77ª Mostra internazionale d'arte cinematografica di Venezia, fuori concorso. È stato distribuito nelle sale cinematografiche spagnole a partire dal 21 ottobre dello stesso anno. È stato distribuito in quelle italiane da Warner Bros. Italia a partire dal 13 maggio 2021.

## Accoglienza
È diventato il cortometraggio di maggior incasso di sempre in Spagna, con 120 000 euro in tre settimane.